# كلاوديو جارا
كلاوديو جارا (بالإسبانية: Claudio Jara)‏ هو لاعب كرة قدم ومدرب كرة قدم كوستاريكي في مركز الهجوم، ولد في 6 مايو 1959 في إيريذيا ‏ في كوستاريكا. شارك مع منتخب كوستاريكا لكرة القدم. أما مع النوادي، فقد لعب مع أتليتيكو بوكارامانغا.

## وصلات خارجية
- كلاوديو جارا على موقع الاتحاد الدولي (مؤرشف)  (الإنجليزية)
- كلاوديو جارا على موقع قاعدة بيانات كرة القدم.إي يو (الإنجليزية)
- كلاوديو جارا على موقع ناشيونال فوتبول تيمز (الإنجليزية)